# Хасімото Сінобу
Шінобу Хашімото (яп. 橋本忍, нар. 18 квітня 1918 Префектура Хіого, Японія — пом. 19 липня 2018, Токіо, Японія) — японський сценарист, режисер, продюсер, та постійний співавтор режисеру Акіри Куросави.
Шінобу Хашімото виграв шістнадцять різних кінопремій за свої сценарії, включаючи п'ять премій Блакитна стрічка в шістдесяті роки. У 2008 Хашімото написав сценарій до фільму «Я бажаю бути ракоподібним» про післявоєнні злочини, оснований на новелі Тецутаро Като, написаній у 1959 й фільмі того ж року. Ремейк фільму зняв режисер Кацуо Фукудзава. У фільмі знялися Накама Юкіе та Масахиро Накаї, музику до фільму написав Хісаіші Джо.

## Вибрана фільмографія[3]
- 1950 : Рашьомон
- 1952 : Жити
- 1954 : Сім самураїв
- 1957 : Замок інтриг (Кров у крові)
- 1958 : Троє негідників у прихованій фортеці
- 1960 : Погані сплять спокійно
- 2015 : Чудова сімка